# Подгорное (Россошанский район)
Подго́рное — село Россошанского района Воронежской области России. Административный центр Подгоренского сельского поселения.

## География
Село Подгорное расположено на правом берегу реки Черной Калитвы, которая отделяет его от города Россошь. 

## История
Село образовалось из хутора, основанного в начале XIX века переселенцем из Россоши С. Е. Подгорным, по фамилии которого и было названо.

## Население
| 1859 | 1897  | 2010  |
| ---- | ----- | ----- |
| 1030 | ↗1839 | ↗2740 |

## Улицы
| - ул. 1 Мая, - ул. Белозорова, - ул. Воля, - пер. Земляничный, - ул. Калинина, - ул. Ленина, | - пер. Луначарского, - ул. Мира, - ул. Молодёжная, - ул. Набережная, - пер. Октябрьский, - ул. Подгора, | - ул. Пролетарская, - ул. Садовая, - ул. Свердлова, - ул. Ульянищева, - пер. Шевченко. |

## Известные уроженцы
- Домнич, Егор Петрович (1906—1985) — советский военнослужащий, старший сержант, Герой Советского Союза.